# Burmannia candelabrum
Burmannia candelabrum ist eine Pflanzenart aus der Familie der Burmanniaceae. Sie ist beheimatet in Indien und Bangladesch.

## Beschreibung
Burmannia candelabrum ist eine einjährige, fast immer unverzweigte, nur sehr selten verzweigte, sukkulente wachsende krautige Pflanze, die eine Wuchshöhe von zur Blütezeit 5,5 bis 25 Zentimeter erreicht. Sie ist als vollständig mykotroph beschrieben worden, dieser Status ist aber nicht gesichert. Ein Rhizom ist nicht vorhanden, die Wurzeln sind faserig und kurz. Die Blätter sind 2,3 bis 4,5 Millimeter lang, fehlen am Ansatz und kommen nur vereinzelt am Stängel vor, dort sind sie lanzettlich, spitz zulaufend und eng anliegend.
Der Blütenstand ist ein aus zwischen zwei und vier oder auch nur einer einzelnen Blüten bestehender Blütenstand, der sich bei mehreren Blüten gelegentlich in Gestalt eines Kandelabers verzweigt. Die deutlich und aufrecht gestielten, dreifach geflügelten Blüten sind 6 bis 11,2 Millimeter lang und von violetter bis bläulicher Farbe. Die Blütenröhre ist zylindrisch und 2,8 bis 4,2 Millimeter lang, die 2,1 bis 4,2 Millimeter breiten Flügel sind breit, halbiert verkehrt-eiförmig, am äußeren Ende stumpf oder gerundet und verlaufen vom Ansatz der Kronlappen bis unterhalb des Ansatzes des Fruchtknotens. Die äußeren Blütenlappen sind dreieckig verkehrt-eiförmig, dünn bis fleischig, aufrecht mit einer sackartigen Furche parallel zum Rand, teilweise auch nur in der unteren Hälfte und sind rund 1,1 bis 1,4 Millimeter lang und 2 bis 2,5 Millimeter breit. Die inneren Blütenlappen sind 0,4 bis 0,6 Millimeter lang und aufrecht, lanzettlich, dünn bis fleischig, am äußeren Ende stumpf. Die Staubfäden sind ungestielt und  setzen im Blütenhüllschlund an, unterhalb der inneren Blütenlappen. Das Konnektiv ist gegabelt und weist einen stumpfen, dicken, nach unten weisenden Sporn auf. Der Griffel ist zusammen mit den Narben ebenso lang wie die Kronröhre. Der Griffel ist verdickt fadenförmig, an seinem Ende stehen die drei ungestielten, trompetenförmigen Narben.
Die Fruchtknoten sind annähernd kugelförmig bis verkehrt eiförmig und 3 bis 4 Millimeter lang. Die  annähernd kugelförmig und 3 bis 5,5 Millimeter lange Kapsel öffnet sich entlang von unregelmäßigen Querschlitzen. Die Samen sind zahlreich und von elliptischer Form.

## Verbreitung
Burmannia candelabrum ist beheimatet in Indien und Bangladesch in Höhenlagen zwischen 1000 und 2000 Meter auf feuchtem Felsgrund.

## Systematik
Die Art wurde 1907 von François Gagnepain erstbeschrieben.

## Nachweise
1. 1 2 3 4 5  Dianxiang Zhang: Systematics of Burmannia L. (Burmanniaceae) in the Old World, S. 251–253, in: Hong Kong University Theses Online, Thesis (Ph.D.), University of Hong Kong, 1999